# 弗鲁瓦沙佩勒
弗鲁瓦沙佩勒（法語：Froidchapelle，法語發音：[fʁwaʃapɛl] ⓘ）是比利时瓦隆大区埃諾省蒂安區的一个市镇，通行法语，是比利时法语社群的一部分，面积42.30平方千米，人口3,953人（2018年1月1日）。